# 1462년

## 연호
- 명(明) 천순(天順) 6년
- 일본(日本) 간쇼(寛正) 3년
- 후 레 왕조(後黎朝) 꽝투언(光順) 3년

## 기년
- 명(明) 영종 천순제(英宗 天順帝) 복위 6년
- 조선(朝鮮) 세조(世祖) 8년
- 후 레 왕조(後黎朝) 성종(聖宗) 3년

## 탄생
- 6월 27일 - 프랑스의 왕 루이 12세. (~1515년)
- 7월 30일 - 조선 9대 국왕 성종의 계비 정현왕후. (~1530년)
- 11월 19일 - 제104대 일본의 천황 고카시와바라 천황. (~1529년)

## 사망
- 태종의 장남 양녕대군. (1394년~)